# Antonio Casagrande
Antonio Casagrande (Napoli, 6 febbraio 1931 – Napoli, 27 luglio 2022) è stato un attore italiano.

## Biografia
Figlio di un attore di prosa e di una corista del Teatro San Carlo di Napoli, è nato il 6 febbraio ma viene registrato solo il 12 marzo. Esordisce all'età di sei anni, interpretando un bambino nella Madama Butterfly. Diplomato in canto al Conservatorio, negli anni cinquanta esordisce come cantante lirico.
In quegli stessi anni esordisce anche come attore nella compagnia di Eduardo De Filippo, nella cui compagnia partecipa alle trasposizioni cinematografiche di Tre calzoni fortunati, Sabato, domenica e lunedì, Ditegli sempre di sì, Filumena Marturano, Napoli Milionaria, Il  sindaco del rione Sanità, La grande magia e Mia famiglia.
In quegli anni ha inciso anche due LP creando il personaggio Don Liborio Occhialoni. Come doppiatore ha doppiato Enrico Maria Salerno in No. il caso è felicemente risolto e Gipo Farassino in Un uomo, una città.
Tra gli anni sessanta e gli anni ottanta è attivo in televisione e al cinema, anche se per lo più non in parti principali.  
Nel 1967 è il protagonista maschile del film La ragazza del bersagliere per la regia di Alessandro Blasetti. 
Alla fine degli anni novanta, con il figlio Maurizio e con Vincenzo Salemme prende parte ad Amore a prima vista, ricoprendo il ruolo di padre del protagonista. Successivamente ha partecipato a Una donna per la vita (2011) e Babbo Natale non viene da Nord (2015) diretto dal figlio Maurizio.
È stato impegnato a teatro con la sua compagnia composta da Tiziana De Giacomo, Marianna Liguori in Caffè notturno: c'è di peggio care signore. 
L'ultima apparizione televisiva risale al film Non ti pago, registrato nell'estate del 2021 ma andato in onda postumo soltanto nel 2024.
Muore il 27 luglio 2022 a 91 anni presso l'ospedale Cardarelli di Napoli. I funerali vengono celebrati il 29 luglio nella chiesa di San Giovanni Battista dei Fiorentini, alla presenza di numerosi colleghi e amici. Dopo la cremazione, le ceneri, come da volontà dell'attore, sono state disperse nel mare di fronte alla città di Napoli.
Il 19 marzo 2023 il comune di Altavilla Silentina, in provincia di Salerno, gli dedica, alla presenza del figlio Maurizio, il proprio Auditorium comunale.

## Vita privata
Aveva due figli, Paola e Maurizio, anch'egli attore.

## Filmografia

### Cinema
- Le quattro giornate di Napoli, regia di Nanni Loy (1962)
- Sherlock Holmes - La valle del terrore, regia di Terence Fisher (1962)
- Il duca nero, regia di Pino Mercanti (1963)
- Arabella, regia di Mauro Bolognini (1967)
- La ragazza del bersagliere, regia di Alessandro Blasetti (1967)
- La notte è fatta per... rubare, regia di Giorgio Capitani (1968)
- Beatrice Cenci, regia di Lucio Fulci (1969)
- E venne il giorno dei limoni neri, regia di Camillo Bazzoni (1970)
- Il caso Pisciotta, regia di Eriprando Visconti (1972)
- Detenuto in attesa di giudizio, regia di Nanni Loy (1972)
- Commissariato di notturna, regia di Guido Leoni (1973)
- Milano rovente, regia di Umberto Lenzi (1973)
- Piedone lo sbirro, regia di Steno (1973)
- Amore e violenza (Le Hasard et la violence), regia di Philippe Labro (1974)
- Mimì Bluette... fiore del mio giardino, regia di Carlo Di Palma (1976)
- Frittata all'italiana, regia di Alfonso Brescia (1976)
- Lulù la sposa erotica, regia di Paolo Moffa (1977)
- Ecco noi per esempio..., regia di Sergio Corbucci (1977)
- Così parlò Bellavista, regia di Luciano De Crescenzo (1984)
- C'è posto per tutti, regia di Giancarlo Planta (1989)
- Amore a prima vista, regia di Vincenzo Salemme (1999)
- Lista civica di provocazione, regia di Pasquale Falcone (2005)
- L'ultimo Pulcinella, regia di Maurizio Scaparro (2008)
- Io non ci casco, regia di Pasquale Falcone (2008)
- Una donna per la vita, regia di Maurizio Casagrande (2012)
- Babbo Natale non viene da Nord, regia di Maurizio Casagrande (2015)
- Vieni a vivere a Napoli, registi vari (2016)
- I fratelli De Filippo, regia di Sergio Rubini (2021)

### Televisione
- La famiglia Benvenuti – serie TV, episodio 1x05 (1968)
- Murat, regia di Silverio Blasi – miniserie TV (1975)
- Dio ci ha creato gratis, regia di Angelo Antonucci – miniserie TV (1998)
- Il commissario Raimondi, regia di Paolo Costella – miniserie TV (1999)
- Padre Pio - Tra cielo e terra, regia di Giulio Base – miniserie TV (2001)
- La guerra è finita, regia di Lodovico Gasparini – miniserie TV (2002)
- Carabinieri – serie TV (2006-2007)
- Capri – serie TV (2006)
- Non ti pago, regia di Edoardo De Angelis – film TV (2021)

## Prosa televisiva Rai
- Tre calzoni fortunati di Eduardo De Filippo, regia di Eduardo De Filippo (1959).
- Sabato, domenica e lunedì di Eduardo De Filippo, regia di Eduardo De Filippo, trasmessa il 3 giugno 1961.
- Questi fantasmi! di Eduardo De Filippo, regia di Eduardo De Filippo, trasmessa il 29 gennaio 1962.
- Ditegli sempre di sì di Eduardo De Filippo, regia di Eduardo De Filippo, trasmessa l'8 gennaio 1962.
- Filumena Marturano di Eduardo De Filippo, regia di Eduardo De Filippo, trasmessa il 5 febbraio 1962.
- Napoli milionaria! di Eduardo De Filippo, regia di Eduardo De Filippo, trasmessa il 22 gennaio 1962.
- La grande magia di Eduardo De Filippo, regia di Eduardo De Filippo (1964)
- Mia famiglia di Eduardo De Filippo, regia di Eduardo De Filippo, trasmessa il 15 aprile 1964.
- Luisa Sanfelice, regia di Leonardo Cortese – sceneggiato TV (1966)
- Figli d’arte di Diego Fabbri, diretto da Flaminio Bollini (1967)
- Il cappello del prete, regia di Sandro Bolchi – sceneggiato TV (1970)
- Storie della camorra, regia di Paolo Gazzara – sceneggiato TV (1978)
- Illa: Punto d'osservazione, regia di Daniele D'Anza – miniserie TV, 3 episodi trasmessi nel 1981.
- Un cappello pieno di pioggia, riduzione e regia di Gianni Serra, trasmessa il 19 dicembre 1984.

## Doppiaggio
- Hiram Keller in Fellini Satyricon
- Mario Pilar in Piedone lo sbirro
- Enrico Maria Salerno in No il caso è felicemente risolto
- Gipo Farassino in Un uomo, una città

## Doppiatori italiani
- Michele Kalamera in Beatrice Cenci
- Michele Gammino in Milano rovente